# Toynton All Saints
Toynton All Saints är en ort och civil parish i Storbritannien.   Den ligger i grevskapet Lincolnshire och riksdelen England, i den sydöstra delen av landet, 180 km norr om huvudstaden London. Toynton All Saints ligger 43 meter över havet och antalet invånare är 393.
Terrängen runt Toynton All Saints är platt. Runt Toynton All Saints är det ganska tätbefolkat, med 75 invånare per kvadratkilometer. Närmaste större samhälle är Skegness, 17,0 km öster om Toynton All Saints. Trakten runt Toynton All Saints består till största delen av jordbruksmark.